# さくらゆら
さくら ゆら（1995年3月21日 - ）は、日本の元AV女優。
東京都出身。プライムエージェンシーに所属していた。

## 来歴・人物
2013年10月10日、着エロアイドルでデビュー。グラビア活動を行う傍らコミケに参加する。同年12月29 - 31日、コミケ85でTIS×DMMのコスプレコンパニオンを務める。
2014年1月22日、「恋ゆら」で歌手デビュー。同年2月、ヘアヌード写真集「fascination」を出版し、kawaii*より専属AVデビュー。同年3月3日、2大インターネットレーベルがコラボ楽曲を同時リリース。
2015年9月24日、恵比寿★マスカッツのメンバーに。
2016年2月25日、体調不良により店舗でのイベントが当日キャンセルとなる。
2016年3月1日、公式HPおよびTwitterにより、海外留学のため当面の仕事を休業することを発表。また最優秀女優賞にノミネートされていたDMMアダルトアワード2016も辞退となった。
同年9月、仕事復帰を発表。2017年2月にマスカッツも復帰。
2017年3月31日、病気療養のため引退を発表。同時に恵比寿★マスカッツも卒業する。
趣味は音楽鑑賞、ウォーキング。

## 出演

### テレビ番組
- ランク王国（2014年1月11日、TBS）入浴剤売上top10のコーナー
- かすみレディオ（エンタ!959）
  - #23（2014年4月）
  - #34（2015年3月）
- あさだちTV（2014年4月 - 、エンタ!959）
- ヴィーナス・フューチャー #128（2014年5月、エンタ!959）
- 匿名探偵#5（2014年8月8日、テレビ朝日） - 聖子 役
- もう!バカリズムさんのドH!（2014年10月27日・2015年1月26日、NOTTV）
- Sweet Angel #55（2015年9月11日、MONDO TV）
- マスカットナイト（2015年10月8日 - 2017年3月30日、テレビ東京）
- 志村&鶴瓶のあぶない交遊録（2016年1月2日、テレビ朝日）
  - 英語禁止ボウリング 罰金箱
- 新みっひーランド みひなな食堂 #11・#12（2017年、エンタ!959）

### 映画
- 妹がぼくを支配する。（2015年12月2日、アルバトロス） - 主演・美羽 役
- 闇金ウシジマくん（Part3）（2016年） - モエコ 役
- 契約結婚[8]（2017年8月27日、いまおかしんじ監督） - 理恵 役[9]

### オリジナルビデオ
- ヤンキー女子高生 全国制覇への道 東京編（2015年8月7日、オールインエンタテインメント）
- 武田くノ一忍法伝 千代女（2015年10月2日、スターボード）- かすみ 役

### Web配信
- さくらゆらの春まで待てない（ニコニコ生放送（ニコニコ動画））
- スパローズのギリギリアウツ!?#112（2014年6月19日、ニコジョッキー）

### 雑誌
- 週刊プレイボーイ 12/23号[10]
- 週刊プレイボーイ 1/13合併号[11]

## 作品

### MP3ミュージックダウンロード
- 恋ゆら（2014年1月22日、ノスタルジア＆ダーウィンフィンチエンターテインメント）
- City Lights Reflection（feat. さくらゆら）（2014年3月3日、Bunkai-Kei records）[12]
- 瞬間最大風速（feat. さくらゆら）（2014年3月3日、Maltine Records）[12]

### イメージビデオ
- ハックツ美少女 Revolution さくらゆら（2013年10月10日、グラッツコーポレーション）※Blu-ray版同時発売
- ええじゃないか（2013年12月1日、未満）
- Yura 美少女の白い裸体（2014年4月26日、グラッツコーポレーション）※Blu-ray版同時発売
- さくらゆらはオレのカノジョ。（2014年7月31日、GARDEN）
- 湯けむりおっぱい（2015年9月29日、オルスタックソフト販売）
- Puberty（2015年11月28日、オルスタックソフト販売）
- Yura2 白き美少女との再会（2016年3月17日、グラッツコーポレーション）※Blu-ray版同時発売

### アダルトビデオ
2014年
- 新人!kawaii*専属デビュ→奇跡の逸材☆次世代アイドル誕生（2月25日、kawaii*）※Blu-ray版同時発売
- ゆらちゃんの感度びんびん初体験（3月25日、kawaii*）※Blu-ray版同時発売
- kawaii* High School 学校でセックchu（4月25日、kawaii*）
- 完全主観でイク!2人っきりのゆらり温泉旅（5月25日、kawaii*）
- 顔射解禁☆いきなり一撃大量顔射（6月25日、kawaii*）
- さくらゆらの全力オナニーサポーター（7月25日、kawaii*）
- デカチン大乱交（8月25日、kawaii*）
- モテナイ男子限定!さくらゆらの逆ナンパ調査隊☆あなたのお悩み解決したろか4時間すぺしゃる!!（9月25日、kawaii*）
- さくらゆらのコスプレ風俗4本番4時間スペシャル（10月25日、kawaii*）
- ゆらの膣中で一緒にイって（11月25日、kawaii*）
- ほろ苦い大人の初体験（12月25日、kawaii*）

2015年
- ゆらちゃんの丸くて柔らかいお尻を楽しむ会（1月25日、kawaii*）
- さくらゆらデビュー1周年記念☆ゆらぽだょ8時間special（2月25日、kawaii*）※個人ベスト
- さくらゆらデビュー1周年記念☆ゆらぽの魅力たっぷり完全撮り下ろし6本番special（3月25日、kawaii*）
- 夢と引き換えに自分を捧げる 美少女バレリーナ（4月25日、kawaii*）
- きみだけのゆらぽとバーチャル同棲性活（5月25日、kawaii*）
- 失禁!汗だく!ヌルびちょイカセックス!!（6月25日、kawaii*）
- 特命JK捜査官の痴漢撲滅おとり大作戦!?（7月25日、kawaii*）
- さくらゆらが男を骨抜きにするSEX（8月25日、kawaii*）
- 兄カノ。～禁断の恋（9月1日、原作：内藤みか、kawaii*）共演：小田切ジュン、有馬芳彦 ※AV OPEN2015エントリー作品
- 兄貴の超かわいい彼女を童貞の僕が寝取ってヤった。（9月25日、kawaii*）共演：小田切ジュン、有馬芳彦 ※「兄カノ」のスピンオフ作品
- kawaii*さくらゆら×S1天使もえ Wエンジェル 初レズ解禁＆仲良し共演 4時間SPECIAL（10月25日、kawaii*）共演：天使もえ
- クラス30名!全員ブッコ抜き教室（11月25日、kawaii*）
- 祝パイパン解禁 8コーナー4本番スペシャル!!（12月25日、kawaii*）

2016年
- モテナイ男子限定!一般公募したホンモノ童貞さんを‘さくらゆら’が優しく筆下ろし（1月25日、kawaii*）
- さくらゆらと生ハメできる超贅沢NSソープランド（2月25日、kawaii*）
- ゆらぽ2周年だょ☆さくらゆら8時間special Vol.2（3月25日、kawaii*）
- 犯された女子校生～クラスメイト11人に輪姦され処女を喪失した学年一の美少女～（4月25日、kawaii*）
- 絶頂と放心を繰り返す異常な3本番 完全ノーカット157分 さくらゆら (5月25日、kawaii*)
- 密着騙し撮りドキュメント30日。いきなり始まるAV撮影「さすがにここはマズイです…」ズボッ！！声を出せない場所で即ハメ4本番 (6月25日、kawaii*）
- 絶倫デカチン男の精子が尽き果てるまで繰り返されるSEX （7月25日、kawaii*)
- 絶対アイドルさくらゆら これでヌイちゃえ！厳選50本番8時間 （8月25日、kawaii*)
- 都内某所の援交スポットでさくらゆらがナンパ待ち初体験！私をお持ち帰りして（9月25日、kawaii*)
- はじめての放尿と失禁。恥ずかしさと快感が止まらない尿浸し絶頂お漏らしFUCK（10月25日、kawaii*)
- 裏オプJK 今日もおじさんと仲良くしようね （11月25日、kawaii*)
- kawaii* BEST 美少女たちの禁断の貝合わせ4時間まるっと淫乱レズ性交スペシャル （12月1日、kawaii*)
- kawaii*10周年SPECIAL 3メーカー特別コラボ企画 さくらゆら×小島みなみ×緒川りお 夢の美少女ハーレム 超VIPセックス3時間 （12月25日、kawaii*)

#### 2017年
- さくらゆらの一生懸命お口で奉仕SPECIAL 腰砕けノーハンドディープスロート（1月25日、kawaii*)
- kawaii*美少女31人と選び放題ヌキまくりヤリまくり日替わりSEX 4時間BEST！！（2月16日、kawaii*)
- さくらゆらのひたすらイキ顔とハメシロ見せつける騎乗位スペシャル （3月1日、kawaii*)
- 中年オヤジの陰湿調教 抵抗できない状況で何度もイカされる女子校生 さくらゆら（4月7日、kawaii*)
- kawaii*ファン感謝祭 さくらゆらとフェラスポ5番勝負！勝ったらゆらぽと即ハメSEX！負けても全力でヌキヌキしてあげるかも！？（5月7日、kawaii*)
- シコッて焦らして大量射精へ導く種搾りメイド さくらゆら（6月7日、kawaii*)
- 引退×さくらゆら8時間Special（11月22日、kawaii*）

### 写真集
- fascination（2014年2月5日、イーネット・フロンティア、撮影：上野勇）ISBN 978-4862058881
- らぶぱら（2015年6月25日、竹書房、撮影：マキハラススム）ISBN 978-4801903357
- ゆらゆら（2016年3月25日、彩文館出版、撮影：篠原潔）ISBN 978-4775605776

### Webグラビア
- Graphis Gals「Washed Out」（2015年4月3日、Graphis、撮影：冨貴塚 宏樹）
- Graphis Gals「Consist In」（2015年10月2日、Graphis、撮影：冨貴塚 宏樹）